# レベル・セブン
『レベル・セブン』（Level 7）は、アメリカ在住のイスラエル人作家モルデカイ・ロシュワルトによって1959年に発表されたSF小説である。ICBMが登場し、核戦争の危険が叫ばれた冷戦初期の世相の中で、核ミサイルを発射する人間の視点から世界の破滅を描いた。本書は東西各陣営の最高指導者である当時のアメリカ合衆国大統領ドワイト・D・アイゼンハワーとソビエト連邦書記長ニキータ・フルシチョフに献じられている。
主人公の「ぼく」こと押しボタン士官X-127の日記という形式を取っている。日記の登場人物はその職名と番号からなるコードネームで呼ばれ、国名や地名はいっさい記さなれないため主人公の属する国はアメリカともソ連とも解釈し得る。イデオロギー色を一切排し核戦争の危険を洗練して描き出した本書は、バートランド・ラッセルやライナス・ポーリングなど平和活動に携わった多くの著名人が賛辞を送った。
この小説における「レベル」とは核戦争に備えたシェルター（退避地下壕）の種類を指し、最も浅い深度に建設され収容能力の大きいレベル1から、地下4400フィートの大深度地下に建設され核ミサイル部隊を収容するレベル7までの各レベルが存在する。主人公の「ぼく」は戦争において敵国への核攻撃を担当するPBX部隊の一員としてある日「地下」への転属命令を受ける。しかしそこは二度と日光を浴びることのない、外界から隔絶された場所だった……。

## 日本語訳
- 『レベル・セブン 第七地下壕』 小野寺健訳、彌生書房、1960年。装幀、イラストを担当した真鍋博が講談社さし絵賞を受賞した。
- 『レベル・セブン』 小野寺健訳、サンリオ〈サンリオSF文庫〉、1978年。